# Дворец Сан-Кристован

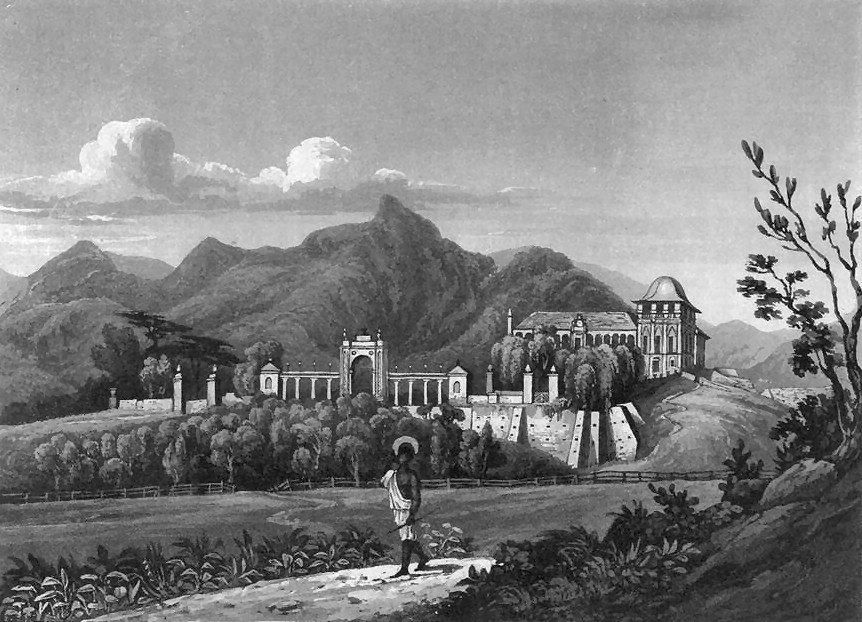
Вид на дворец в Кинта-да-Боа-Виста перед его классицистической реконструкцией.

Дворец Сан-Кристован (порт. Paço de São Cristóvão, также известен как Императорский дворец) — дворец, расположенный в парке Кинта-да-Боа-Виста в городе Рио-де-Жанейро (Бразилия). Дворец Сан-Кристован — бывшая резиденция императоров Бразилии, место нахождения Национального музея Бразилии. Сгорел в сентябре 2018 года.

## История

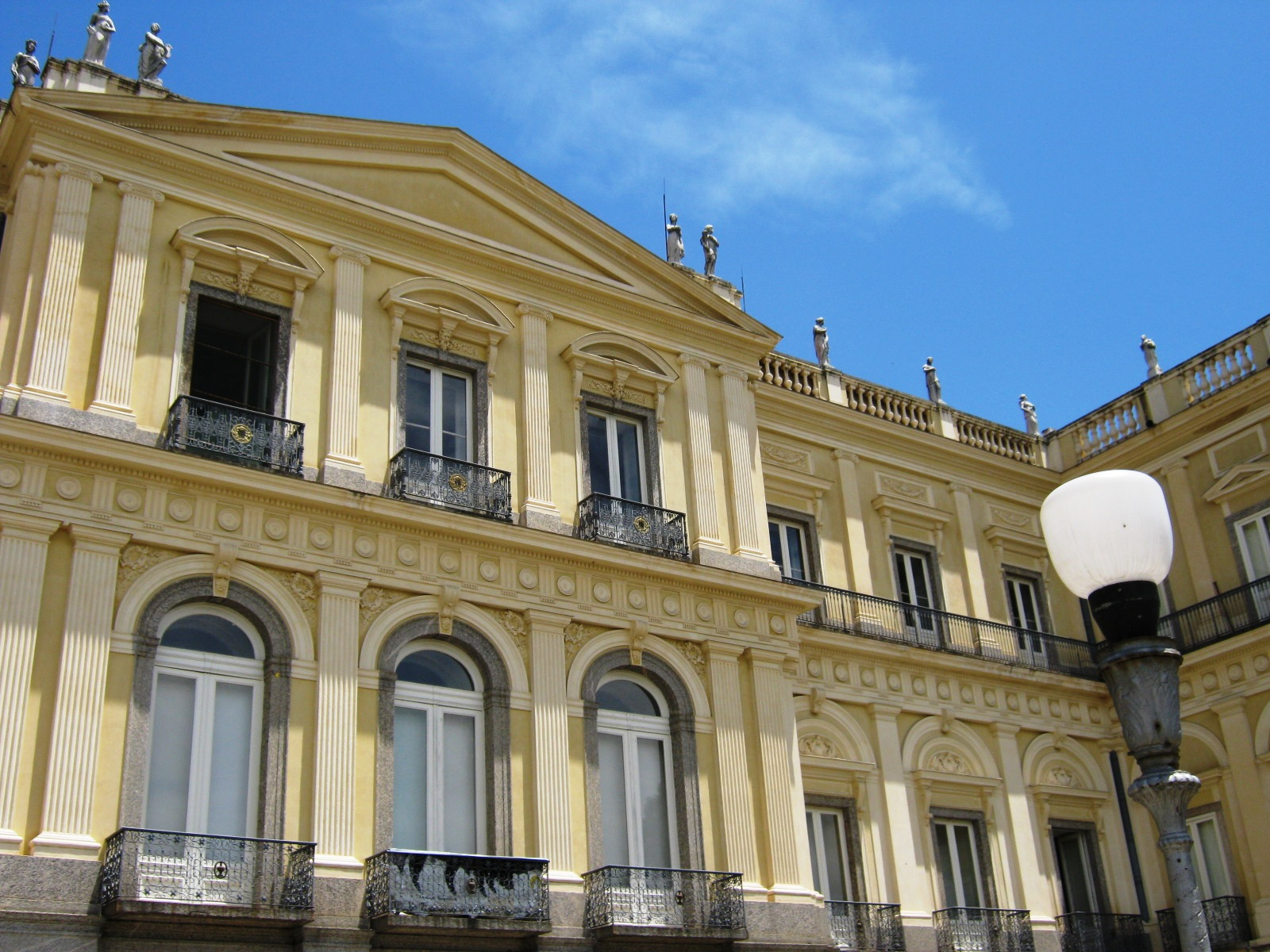
Фасад дворца

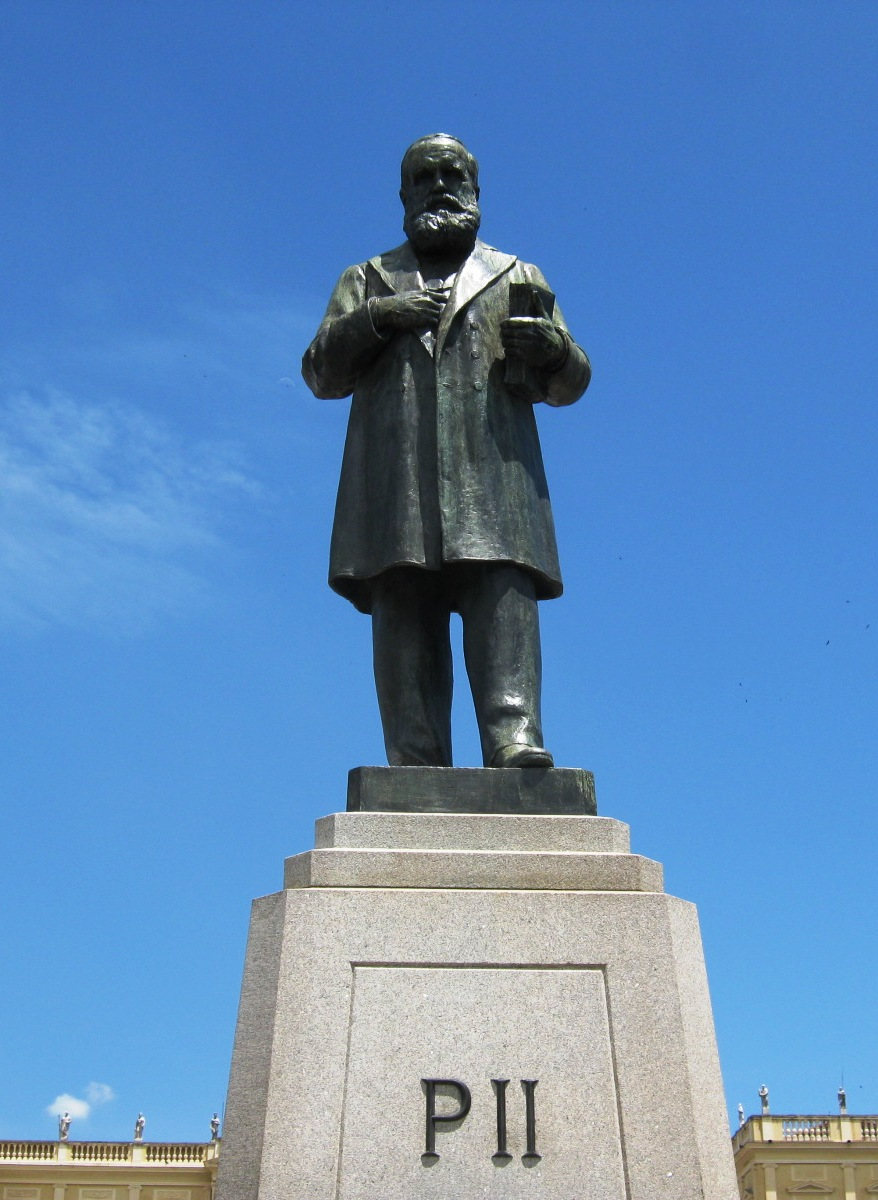
Статуя императора Педру II перед дворцом.

В начале XIX века территория известная как Кинта-да-Боа-Виста принадлежала Элиашу Антониу Лопешу, богатому португальскому купцу, построившему в 1803 году усадьбу на верху холма. Когда королевский португальский двор переехал в Бразилию в 1808 году, Элиаш Антониу Лопеш подарил свою усадьбу принцу-регенту Жуану VI. Жуан VI оценил подарок и подолгу оставался в ней.
Португальская королевская семья жила в Императорском дворце с момента их прибытия в Рио-де-Жанейро в 1808 году. Для лучшего их размещения в 1819 году Жуан VI распорядился перестроить усадьбу, превратив её в королевский дворец. Реконструкцией занимался английский архитектор Джон Джонстон, которая завершилась в 1821 году. Перед дворцом Джонстон установил декоративный портик, который был подарен от имени Англии Бразилии Хью Перси, 2-м герцогом Нортумберленда.
После провозглашения независимости Бразилии в 1822 году, дворец стал резиденцией императора Бразилии Педру I. Реконструкция и расширение дворца проводились португальским архитектором Мануэлем да Коштой (1822—1826), продолженные французским архитектором Педро Жозе Пезератом (1826—1831), который считается автором окончательного облика здания. Он установил новую башню с левой стороны от главного фасада, а также достроил третий этаж дворца. Работы над дворцом были продолжены после 1847 года бразильским художником Мануэлем де Араужо Порту-алегре, придавшем гармонию фасаду здания, далее над дворцом Сан-Кристован работал немец Теодор Маркс (1857—1868). Итальянский художник Марио Брагальди украсил множество комнат дворца, включая Тронный зал и Комнату для приёма послов, картинами с приёмом обманки.
После свадьбы Педру I и принцессы Марии Леопольдини Австрийской в 1817 году императорская чета проживала во дворце. Здесь же родилась будущая королева Португалии Мария II, а также будущий император Бразилии Педру II. Императрица Мария Леопольдина умерла в стенах дворца в 1826 году.
Педру II, будущий император, вырос и получил образование во дворце, а в 1869 году приказал реконструировать его сады. Французскому садовому дизайнеру Огуст Франсуа Мари Глазиу был поручен этот проект, в который входило создание живописных озёр, мостиков, пещер и подражающие античности строения, следуя романтической моде того времени. Дети Педру II также родились во дворце Сан-Кристован, включая Изабеллу Бразильскую, отменившую рабство в Бразилии в 1888 году.
После провозглашения республики в 1889 году императорская семья покинула страну и дворец со своими садами опустел.
В 1891 здание дворца использовалось бразильскими политиками как место написания Первой конституции Бразилии.
В 1892 году директор Национального музея в Рио-де-Жанейро добился его переезда из здания Кампу-ди-Сантана во дворец Сан-Кристован. Прежнее внутреннее убранство дворца перестало существовать, но его воссозданные детали можно увидеть в различных музеях Бразилии, к примеру воссозданный Тронный зал в Императорском музее в городе Петрополис.